# Joana Hadjithomas und Khalil Joreige

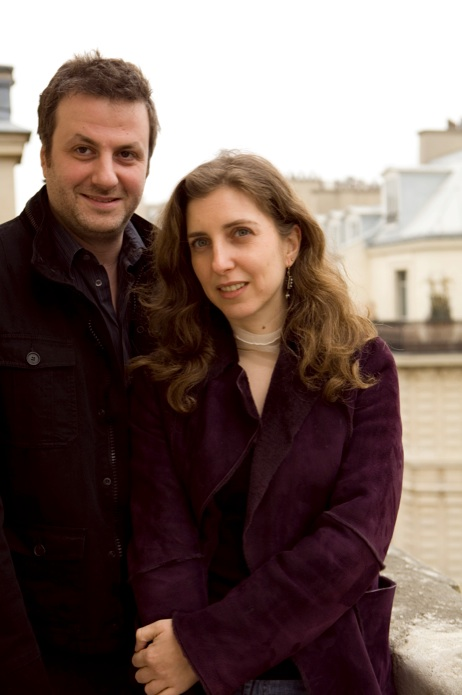
Joana Hadjithomas und Khalil Joreige

Joana Hadjithomas und Khalil Joreige (beide geboren 1969 in Beirut) sind ein libanesisches Künstlerduo. Ihre Arbeiten schaffen thematische und formale Verbindungen zwischen Fotografie, Video, Performance, Installation, Skulptur und Kino.

## Leben und Werk

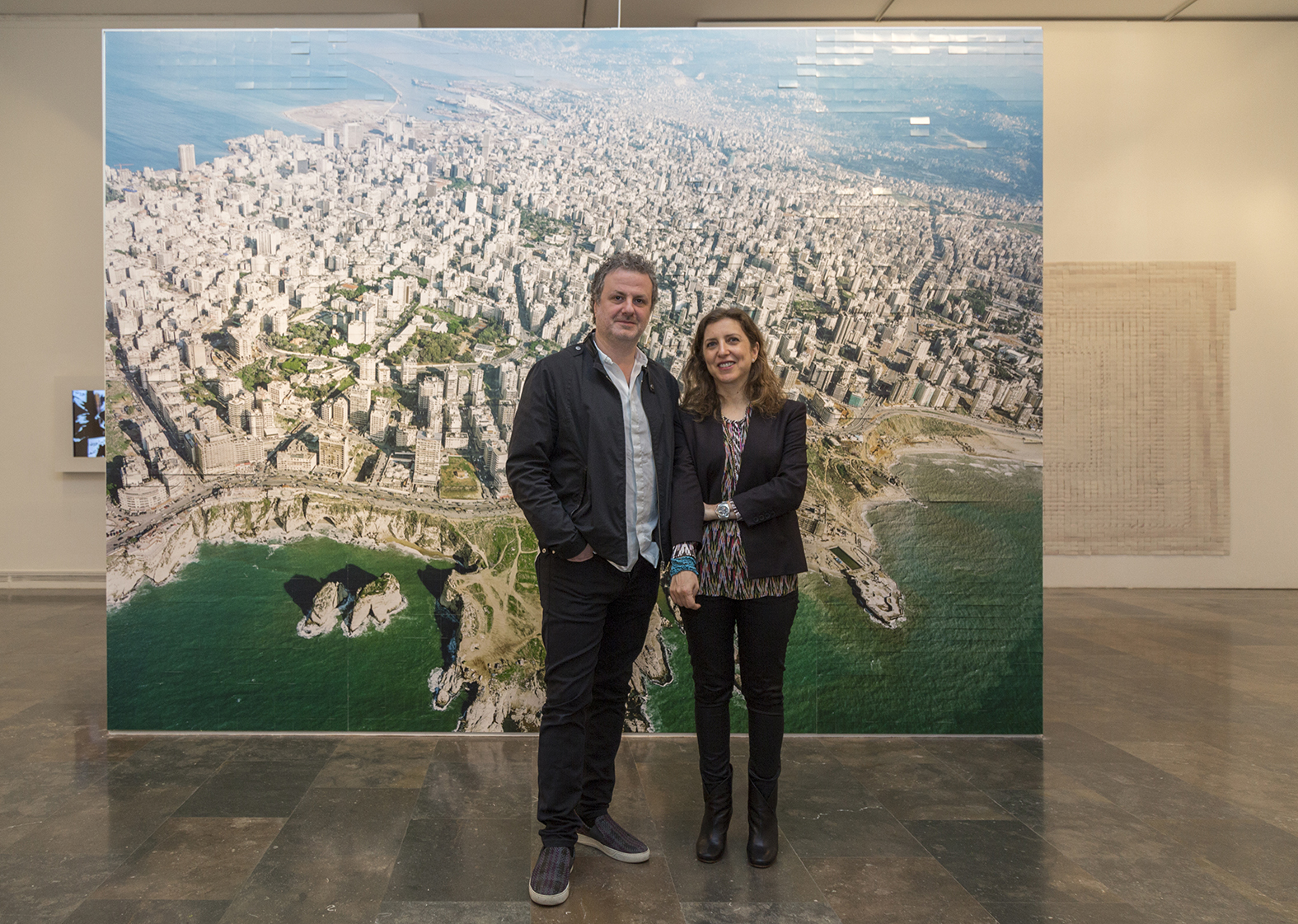
Joana Hadjithomas und Khalil Joreige im IVAM, Valencia (2017)

Joana Hadjithomas und Khalil Joreige suchten bereits in ihrer Jugend nach Ausdrucksformen, um die Nachwirkungen des Libanesischen Bürgerkriegs zu verarbeiten. Beide verfügen über keine formale Kunst- oder Filmausbildung. Sie sind bekannt für langjährige Forschungsprojekte auf Grundlage von persönlichen oder politischen Dokumenten. Themen in ihren Arbeiten sind die Spuren des Unsichtbaren und des Abwesenden, die Konstruktion des Imaginären und die Darstellung von Zeitgeschichte. So gingen sie u. a. dem Verschwinden von Menschen während des Bürgerkriegs in ihrem Heimatland, einem vergessenen libanesischen Weltraumprojekt aus den 1960er-Jahren, den Folgen von Internetbetrug und Spam sowie den geologischen und archäologischen Untergründen von Städten nach. Zu ihren Hauptwerken zählen Circle of Confusion (1997), Lasting Images (2003), The Lebanese Rocket Society (2011), SCAMS (2014), I stared at Beauty So Much (2016) und Unconformities (2017).
Seit 1999 haben sie ein Dutzend Filme inszeniert, darunter Kurz- und Langfilme, Dokumentationen und Spielfilme. Bereits ihr Debütwerk Autour de la maison rose, das den Abriss eines alten Hauses in Beirut in den Mittelpunkt stellt und daran ein ganzes Panorama der persönlichen und politischen Konflikte im Nahen Osten entfaltet, war im Jahr 2000 Libanons Beitrag für eine Oscar-Nominierung in der Kategorie Bester fremdsprachiger Film. Das Filmdrama The Perfect Day (2005) über das Nachwirken des Bürgerkriegs in Beirut, das Werk Lass es mich sehen (2008) mit Catherine Deneuve und Rabih Mroué sowie die Dokumentation The Lebanese Rocket Society (2012) wurden in die Programme internationaler Filmfestivals aufgenommen und preisgekrönt. 2021 erhielten sie für ihren Spielfilm Memory Box eine Einladung in den Wettbewerb der 71. Internationalen Filmfestspiele Berlin. Sie gründeten gemeinsam mit Georges Schoucair die Filmproduktionsgesellschaft Abbout Productions.
2016 präsentierten Hadjithomas und Joreige im Haus der Kunst in München ihre erste Einzelausstellung in Deutschland. Two Suns in a Sunset bestand aus verschiedenen filmischen Analysen und Experimenten von den späten 1990er-Jahren bis heute. Im Mittelpunkt standen Bilder, die vom Krieg und Gewalt beeinflusst waren, verlorene und erhaltene Bilder sowie ein vergessenes libanesisches Raumfahrtprogramm aus den 1960er-Jahren. Bereits 2009 waren sie mit Faces, Art première auf der Art Basel vertreten gewesen.
2017 erhielten sie für ihre poetischen Neukompositionen von Bohrkernen, extrahiert von Baustellen aus den Städten Paris, Athen und Beirut, den renommierten Prix Marcel Duchamp.
Hadjithomas und Joreige leben und arbeiten in Paris und Beirut. Beide nahmen auch Lehraufträge an Universitäten im Libanon und Europa an. Auch sind sie geschäftsführende Mitglieder des Metropolis Art Cinema und der Cinemathèque in Beirut.

## Filmografie
- 1999: Autour de la maison rose / Around the Pink House (Al bayt al zahr)
- 2000: Khiam (Dokumentarfilm)
- 2001: Rounds (Barmeh, Kurzfilm)
- 2002: The Lost Film (Al Film al mafkoud, Dokumentarfilm)
- 2003: Ashes (Ramad, Kurzfilm)
- 2005: A Perfect Day (Yawmon Akhar)
- 2007: Open the Door, Please (Kurzfilm, Teil des Episodenfilms Childhoods)
- 2008: Khiam 2000–2007 (Dokumentarfilm)
- 2008: Lass es mich sehen (Je veux voir)
- 2012: The Lebanese Rocket Society (Dokumentarfilm)
- 2016: Ismyrna (Dokumentarfilm)
- 2021: Memory Box
- 2023: Sarcophagus of Drunken Loves

## Ausstellungen (Auswahl)
Einzelausstellungen

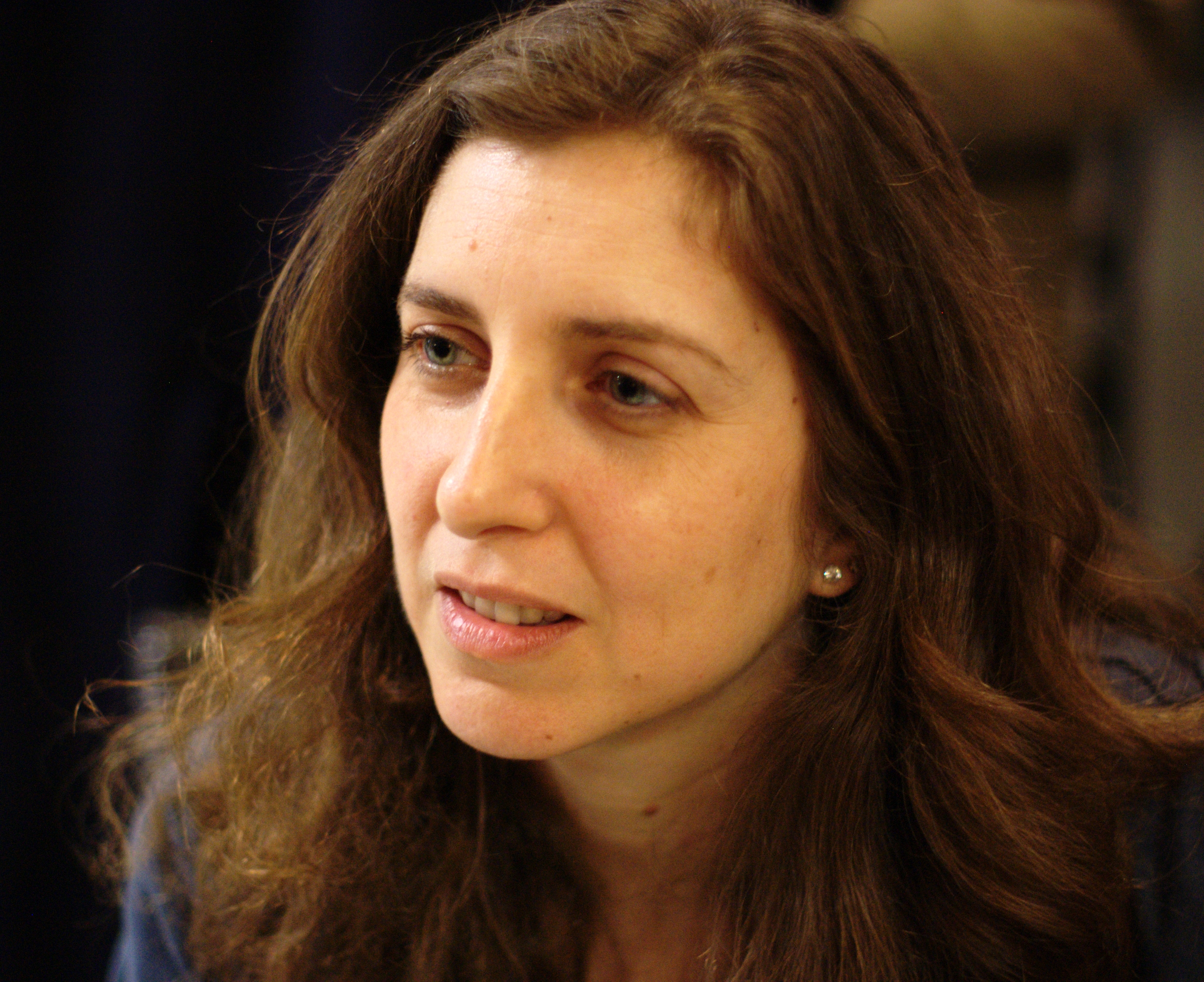
Hadjithomas im Jahr 2009

- 1997: Beyrouth: Fictions urbaines (Institut du monde arabe, Paris)
- 1998: Wonder Beirut (Galerie Janine Rubeiz, Beirut)
- 2000: Wonder Beirut (Ecole régionale des Beaux Arts, Rennes)
- 2008: Circulo de confusion (Musée de Gigon)
- 2008: We could be heroes just for one day (Musée d’art moderne de la Ville de Paris)
- 2008: Histoires tenues secrètes (Fort du Bruissin, Centre d’Art Contemporain, Francheville)
- 2008: Back to the présent, Homeworks IV, Ashkal Alwan (AGIAL Gallery, Beirut)
- 2008: Oú sommes-nous? (Festival d’Automne, Espace Topographique de l’art, Paris)
- 2008: Circle of Confusion (CRG Gallery, New York)
- 2009: Wonder Beirut (Centre de la photographie, Genf)
- 2009: Wish we could tell (A Space Gallery, Toronto)
- 2009: Wish we could tell (Centro de Mémoria, Museum von Vila do Conde)
- 2009: I am here even if you don’t see me (Galerie Leonard & Bina Ellen Art Gallery, Montréal)
- 2009: Tel des oasis dans le désert (Eglise des Célestins, Festival d’Avignon)
- 2009: Faces, Art première, (Art Basel)
- 2009: We could be heroes just for one day (Musée d’art moderne de la ville de Paris)
- 2010: Histoire du vent (Commande publique du ministère de la culture, Festival d’Avignon)
- 2010: Is there anybody out of there? (In Situ – fabienne leclerc, Paris)
- 2010: I want to see (Gazworks, Triangle Arts Trust, London)
- 2012: Lebanese Rocket Society: Part III, IV & V. (The Third Line, Dubai)
- 2012: How soon is now : a tribute to dreamers (Beirut Exhibition Center)
- 2013: Lebanese Rocket Society: Part III, IV, V & VI (In Situ –  fabienne leclerc, Paris)
- 2013: KHIAM, l’emploi du temps. 3 bis F (Lieux d’art contemporain, Aix-en-Provence)
- 2013: Lebanese Rocket Society: Part II, III, IV & V. (CRG Gallery, New York)
- 2014: Je dois tout d’abord m’excuser… (Villa Arson, Centre National d’Art Contemporain, Nizza)
- 2014: The Lebanese Rocket Society (Contemporary Art Centre of South Australia)
- 2015: I Must First Apologize… (HOME, Manchester)
- 2016: Two Suns in a Sunset (Haus der Kunst, München)
- 2016: Se souvenir de la lumière (Jeu de Paume, Paris)
- 2016: Two Suns in a Sunset (Sharjah Art Foundation, Vereinigte Arabische Emirate)
- 2016: I Must First Apologize… (MIT List Visual Arts Center, Cambridge)
- 2017: Se Souvenir de la lumière (Musée National Pablo Picasso, La guerre et la paix, Vallauris)
- 2017: Two Suns in a Sunset (IVAM, Valencia)
- 2017: Still In Need To Apologize (Tranzitdisplay, Prag)
- 2018: Unconformities (Onassis Cultural Center, Fast Forward Festival, Athen)
- 2018: I Stared At Beauty So Much (The Model, Sligo)
- 2018: Film Retrospective (Oslo Kunstforening in Zusammenarbeit mit Cinemateket, Oslo)
- 2019: On scams (The Power Plant, Toronto)
- 2020: J’ai regardé si fixement la beauté (FRAC Corse, Corte)
- 2020: Festival Travelling (Musée des Beaux Arts, Rennes)

## Auszeichnungen (Auswahl)
- 2005: Locarno Film Festival – Don Quixote Award  und FIPRESCI-Preis (A Perfect Day)
- 2005: Nantes Three Continents Festival – Silver Montgolfiere und beste Filmmusik (A Perfect Day)
- 2008: Gijón International Film Festival – Fiction/Documentary Award (Lass es mich sehen)
- 2013: Take One Awards – Best Festival Documentary (The Lebanese Rocket Society)
- 2017: Prix Marcel Duchamp